# Cratichneumon anotylus
Cratichneumon anotylus är en stekelart som först beskrevs av Thomson 1896.  Cratichneumon anotylus ingår i släktet Cratichneumon och familjen brokparasitsteklar. Arten är reproducerande i Sverige. Inga underarter finns listade i Catalogue of Life.